# Refração atmosférica

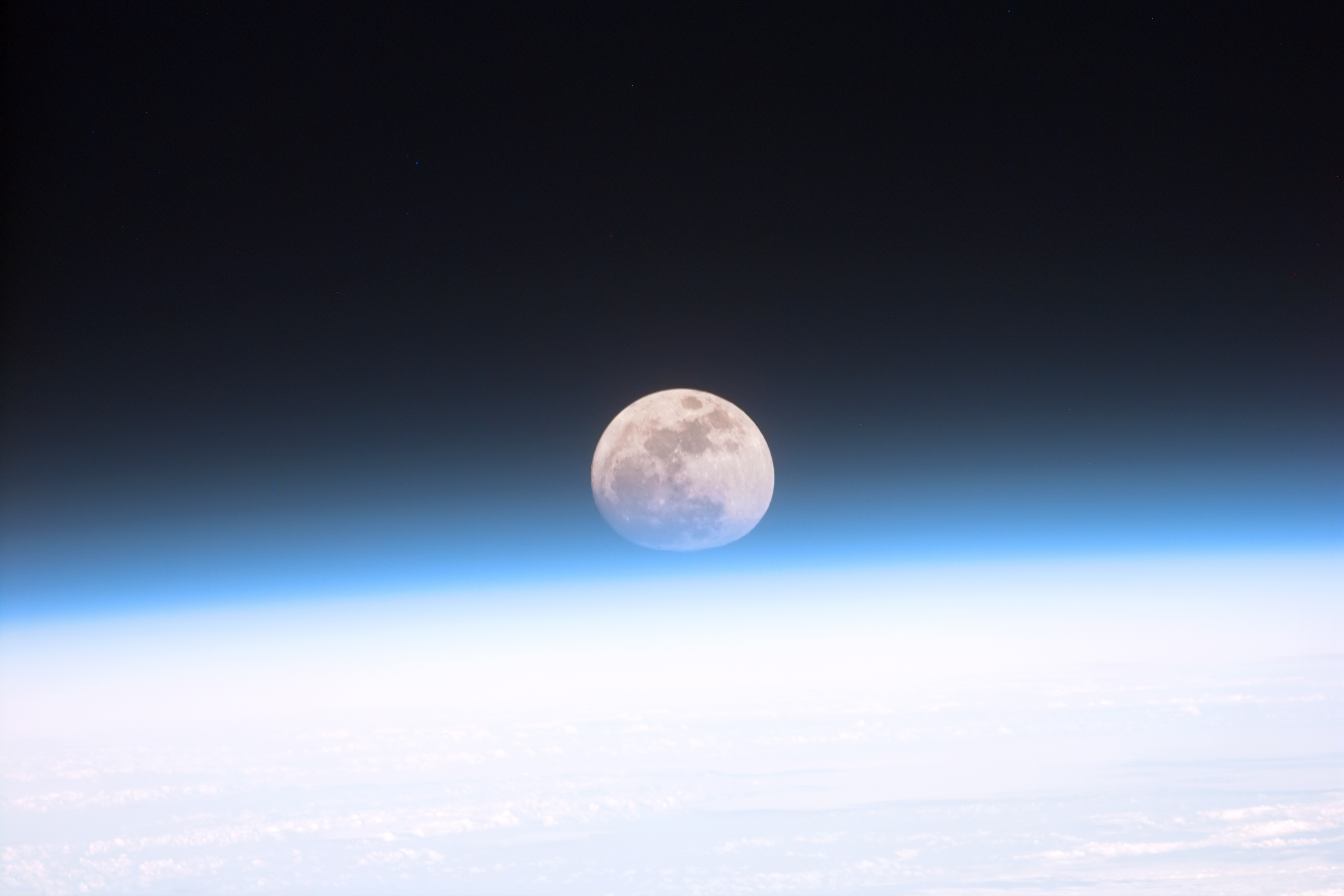
Fotografia da Lua cheia parcialmente obscurecida pela atmosfera da Terra. Note o desvio do circular na borda ao sul da Lua, causada pela refração.

Refração atmosférica é o desvio da luz ou outra onda eletromagnética de uma linha reta assim que passa pela atmosfera devido a variação na densidade do ar como uma função de altitude. Refração atmosférica próxima ao chão produz miragens e pode fazer objetos distantes parecerem cintilantes ou ondulados. O termo também se aplica a refração de som.